# Inspekteur der Bereitschaftspolizeien der Länder

Dienstgradabzeichen

Der Inspekteur der Bereitschaftspolizeien der Länder (IBPdL oder IBP) ist in Deutschland ein uniformierter Beamter des Bundes. Für ihn gilt das Bundespolizeibeamtengesetz. Er ist zuständig für die Bereitschaftspolizeien der Landespolizeien. Er wird vom Bundesministerium des Innern und für Heimat ernannt. Erster Inspekteur wurde 1950 Anton Grasser. 
Die Einrichtung dieses Amtes beruht auf einem erstmals 1950 geschlossenen Verwaltungsabkommen zwischen dem Bund und den Ländern, das 1970/1971 weiterentwickelt wurde. Der IBPdL ist für die Einhaltung des Verwaltungsabkommens und damit die Zusammenarbeit von Bund und Ländern und den einheitlichen Standard der Bereitschaftspolizeien des Bundes und der Länder zuständig. Für die erforderliche Sachausstattung aller Bereitschaftspolizeien kommt der Bund auf.
In bestimmten Fällen, die das Grundgesetz für Notsituationen vorsieht (Naturkatastrophen und besonders schwere Unglücksfälle gem. Art. 35 Abs. 3 GG (Gefahr für den Bestand eines Bundeslandes oder die freiheitliche demokratische Grundordnung eines Bundeslandes gem. Art. 91 Abs. 2 GG und im Verteidigungsfall gem. Art. 115f GG)), ist er Polizeiführer von Seiten des Bundes und nimmt dann die für die Bundesregierung vorgesehenen polizeilichen Kompetenzen wahr.
Er koordiniert die Unterstützung anderer Länder bei der Bewältigung von Lagen aus besonderem Anlass und den länderübergreifenden Einsatz von Polizeivollzugsbeamten der Bereitschaftspolizeien. Eine weitere Aufgabe ist die polizeispezifische Beratung des Bundesinnenministers und die Mitwirkung bei der Ständigen Konferenz der Innenminister.
Er ist nur dann Polizeivollzugsbeamter, sofern er dies vor seiner Bestellung war. Ihm stehen vier Länderverbindungsbeamte zur Seite, die aus turnusgemäß wechselnden Bundesländern für ein Jahr in seinen Stab abgeordnet werden.
Über das Amt des IBPdL und die Verwendung von Bundesmitteln ergibt sich ein Einfluss des Bundes auf die Polizeihoheit der Länder und die Polizeistärke. Die im Grundgesetz vorgesehene Bundeskompetenz für Notsituationen wird durch das zugrunde liegende Verwaltungsabkommen faktisch auf die Einsatzvorbereitung ausgeweitet; er stellt eine Art partieller Verlagerung der Zuständigkeit von den Ländern zum Bund dar.
Derzeitiger Amtsinhaber ist seit September 2018 Andreas Schmenkel-Backhoff. Seine Vorgänger waren Anton Grasser (1950–1951), Karl Brunke (1951–1955), Hans Steinweg (1957–1964), Carl Boysen (1965–1973), Karl-Heinz Amft (1974–1980), Egon Schug (1980–1983), Hans-Joachim Gebauer (1983–1986), Gilbert Welter (1987–1991), Rolf Alexander Morié (1991–1997), Bernd Manthey (1997–2004), Jürgen Schubert (2005–2012) und Wolfgang Lohmann (2012–2018).
Der IBPdL hat grundsätzlich eine Planstelle gemäß Besoldungsordnung B 5.